# Julia Garner

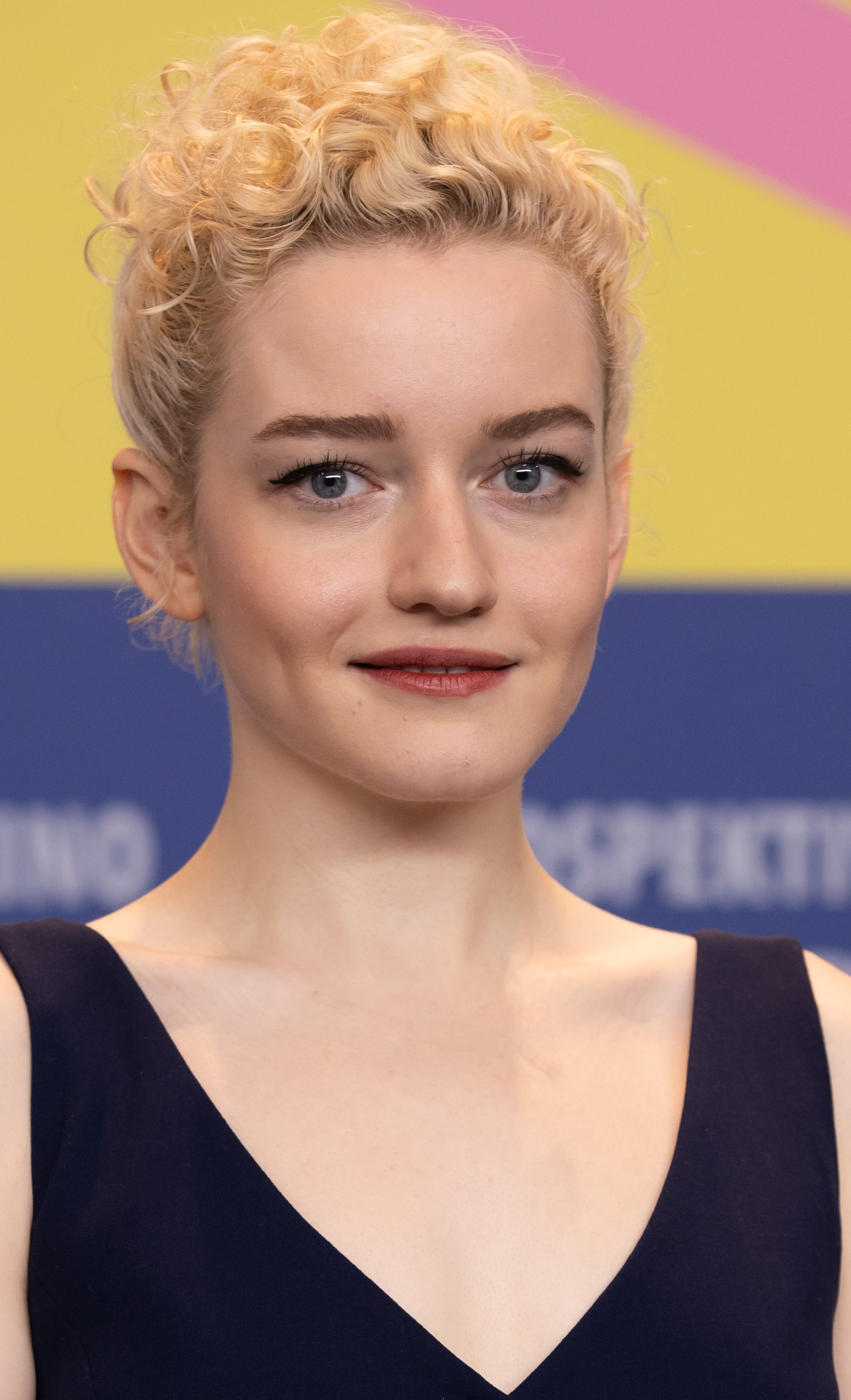
Julia Garner 2020

Julia Garner (* 1. Februar 1994 in der Bronx, New York City) ist eine US-amerikanische Schauspielerin.

## Leben und Karriere
Garner wurde in der Gegend von Riverdale, einem Stadtviertel in der Bronx, geboren. Ihre Mutter ist Therapeutin und ihr Vater Kunstlehrer. Sie begann mit dem Schauspielunterricht, um ihre Schüchternheit zu überwinden. Ihre ersten Rollen hatte sie 2010 und 2011 in verschiedenen Kurzfilmen, ehe sie bei einem offenen Casting zu Sean Durkins Thriller Martha Marcy May Marlene teilnahm und für die Rolle der Sarah engagiert wurde. Für diese Rolle wurde sie zusammen mit der restlichen Besetzung bei den Gotham Awards 2011 in der Kategorie Bestes Schauspielensemble nominiert. Mit ihrer nächsten Rolle als Rachel, einer 15-jährigen schwangeren Mormonin, spielte sie im Film Electrick Children neben Rory Culkin und Liam Aiken eine der Hauptrollen. Für diese Rolle gewann sie auf dem Mumbai International Film Festival den Preis als beste Schauspielerin.
Im selben Jahr trat sie in Vielleicht lieber morgen, der Verfilmung von Stephen Chboskys gleichnamigem Roman, in einer Nebenrolle auf. Ihre kurze Rolle in David Chases Regiedebüt Not Fade Away (2012) schrieb Chase eigens für Garner. 2013 spielte sie in den Horrorfilmen We Are What We Are und Der letzte Exorzismus: The Next Chapter jeweils eine der Hauptrollen. Ersterer ist ein US-Remake des mexikanischen Horrorfilms Wir sind was wir sind (2010) und letzterer stellt die Fortsetzung von Der letzte Exorzismus (2010) dar. Ebenfalls 2013 übernahm sie neben Alex Wolff und Brendan Fraser in der Filmkomödie HairBrained, die beim Brooklyn Film Festival 2013 Premiere hatte, die Hauptrolle der Shauna. Im September 2014 erschien Sin City 2: A Dame to Kill For, die Fortsetzung von Sin City aus dem Jahr 2005. Dort ist sie neben Joseph Gordon-Levitt als junge Stripperin Marcy zu sehen. Zwischen 2015 und 2018 hatte sie in der Serie The Americans eine Nebenrolle als einsame Tochter eines Politikers, die von einem russischen Spion umgarnt wird.
Seit 2017 ist Garner in einer Hauptrolle als junge Kriminelle in der Fernsehserie Ozark zu sehen. Für ihre Darstellung der „Ruth Langmore“ gewann sie 2019, 2020 und 2022 jeweils einen Emmy als beste Nebendarstellerin in einer Dramaserie.
Viel Kritikerlob erhielt sie 2019 für die Hauptrolle in The Assistant, als Assistentin eines New Yorker Filmproduzenten, die von ihren männlichen Kollegen missachtet wird und schließlich Zeugin sexueller Ausbeutung wird, bei einer Beschwerdestelle in ihrer Firma jedoch auf taube Ohren stößt. Für diese Rolle wurde Garner bei den Independent Spirit Awards 2021 als Beste Hauptdarstellerin nominiert.
Garner ist seit Ende 2019 mit dem US-Musiker Mark Foster verheiratet.

## Filmografie (Auswahl)
- 2011: Martha Marcy May Marlene
- 2012: Electrick Children
- 2012: Vielleicht lieber morgen (The Perks of Being a Wallflower)
- 2012: Not Fade Away
- 2013: We Are What We Are
- 2013: Der letzte Exorzismus: The Next Chapter (The Last Exorcism: Part II)
- 2013: HairBrained
- 2014: I Believe in Unicorns
- 2014: Send (Kurzfilm)
- 2014: Sin City 2: A Dame to Kill For (Sin City: A Dame to Kill For)
- 2015: Grandma
- 2015–2018: The Americans (Fernsehserie, 10 Episoden)
- 2016: Good Kids
- 2016: Girls (Fernsehserie, 1 Episode)
- 2016–2017: The Get Down (Fernsehserie, Episoden 1x06–1x07)
- 2017: Tomato Red
- 2017: One Percent More Humid
- 2017: Everything Beautiful Is Far Away
- 2017–2022: Ozark (Fernsehserie, 44 Episoden)
- 2018: Waco (Miniserie, 6 Episoden)
- 2018: Maniac (Fernsehserie, 5 Episoden)
- 2018–2019: Dirty John (Fernsehserie, 6 Episoden)
- 2019: The Assistant
- 2019: Modern Love (Fernsehserie, 2 Episoden)
- 2022: Inventing Anna (Miniserie, 9 Episoden)
- 2023: The Royal Hotel
- 2024: Apartment 7A
- 2025: Wolf Man
- 2025: The Fantastic Four: First Steps
- 2025: Weapons – Die Stunde des Verschwindens (Weapons)

## Auszeichnungen (Auswahl)
Critics’ Choice Television Award
- 2023: Nominierung als Beste Hauptdarstellerin in einem Fernsehfilm oder einer Miniserie für Inventing Anna
- 2023: Nominierung als Beste Nebendarstellerin in einer Dramaserie für Ozark[6]

Emmy Award
- 2019: Gewinnerin als beste Nebendarstellerin in einer Dramaserie für Ozark
- 2020: Gewinnerin als beste Nebendarstellerin in einer Dramaserie für Ozark
- 2022: Gewinnerin als beste Nebendarstellerin in einer Dramaserie für Ozark
- 2022: Nominierung als beste Hauptdarstellerin – Limited Or Anthology Series Or Movie für Inventing Anna

Screen Actors Guild Award
- 2021: Nominierung als beste Darstellerin in einer Dramaserie für Ozark
- 2023: Nominierung als beste Darstellerin in einer Dramaserie für Ozark
- 2023: Nominierung als beste Darstellerin in einem Fernsehfilm oder Miniserie für Inventing Anna

Golden Globe Award
- 2021: Nominierung als  Beste Nebendarstellerin – Serie, Miniserie oder Fernsehfilm für Ozark
- 2023: Nominierung als Beste Hauptdarstellerin – Miniserie oder Fernsehfilm für Inventing Anna
- 2023: Gewinnerin in der Kategorie Beste Nebendarstellerin – Serie, Miniserie oder Fernsehfilm für Ozark